# Teskeyostrea weberi
Teskeyostrea weberi is een tweekleppigensoort uit de familie van de Ostreidae. De wetenschappelijke naam van de soort is voor het eerst geldig gepubliceerd in 1951 door Olsson.